# Georgië op het Eurovisiesongfestival 2021
Georgië nam deel aan het Eurovisiesongfestival 2021 in Rotterdam, Nederland. Het was de 13de deelname van het land aan het Eurovisiesongfestival. GPB was verantwoordelijk voor de Georgische bijdrage voor de editie van 2021.

## Selectieprocedure
Nadat het Eurovisiesongfestival 2020 werd geannuleerd vanwege de COVID-19-pandemie, maakte GPB reeds op 19 maart 2020 bekend dat het ook in 2021 zou deelnemen aan het Eurovisiesongfestival. Tornike Kipiani, die eerder intern was geselecteerd om zijn vaderland te vertegenwoordigen op het Eurovisiesongfestival 2020, werd door de omroep wederom voorgedragen voor deelname aan de komende editie van het festival.
Het nummer waarmee hij naar Rotterdam zou afzakken werd op 15 maart 2021 vrijgegeven. Het kreeg als titel You.

## In Rotterdam
Georgië trad aan in de tweede halve finale, op donderdag 20 mei 2021. Tornike Kipiani was als tiende van zeventien acts aan de beurt, net na Hurricane uit Servië en gevolgd door Anxhela Peristeri uit Albanië. Georgië eindigde uiteindelijk op de zestiende en voorlaatste plaats, met amper 16 punten. Hiermee was het land uitgeschakeld.
2007 · 2008 · 2009 · 2010 · 2011 · 2012 · 2013 · 2014 · 2015 · 2016 · 2017 · 2018 · 2019 · 2020 · 2021 · 2022 · 2023 · 2024 · 2025
Albanië · Australië · Azerbeidzjan · België · Bulgarije · Cyprus · Denemarken · Duitsland · Estland · Finland · Frankrijk · Georgië · Griekenland · Ierland · IJsland · Israël · Italië · Kroatië · Letland · Litouwen · Malta · Moldavië · Nederland · Noord-Macedonië · Noorwegen · Oekraïne · Oostenrijk · Polen · Portugal · Roemenië · Rusland · San Marino · Servië · Slovenië · Spanje · Tsjechië · Verenigd Koninkrijk · Zweden · Zwitserland